# Карни (Небраска)
Карни (енгл. Kearney) град је у америчкој савезној држави Небраска.

## Демографија
По попису из 2010. године број становника је 30.787, што је 3.356 (12,2%) становника више него 2000. године.
| Група             | 2000.          | 2010.          |
| Белци             | 25.525 (93,1%) | 27.276 (88,6%) |
| Афроамериканци    | 172 (0,6%)     | 315 (1,0%)     |
| Азијати           | 253 (0,9%)     | 548 (1,8%)     |
| Хиспаноамериканци | 1.118 (4,1%)   | 2.243 (7,3%)   |
| Укупно            | 27.431         | 30.787         |